# Inlands Södre tingslag
Inlands Södre tingslag var före 1928 ett tingslag i Göteborgs och Bohus län i Inlands domsaga (från 1857). Tingsplatser var i Kungälv.
Tingslaget omfattade häraderna Inlands Södre härad. 
Tingslaget bildades 1681 och uppgick 1 januari 1928 i Inlands södra tingslag.